# Bab er-Rouah
Bab er-Rouah (también escrito Bab er-Ruwah o Bab Rouah) es una puerta monumental de la época almohade de las murallas de Rabat, Marruecos.

## Historia
Fue construida por el califa almohade Ya'qub al-Mansur a finales del siglo XII, como parte del conjunto monumental que comenzó a construir aquí. La puerta y sus murallas contiguas fueron terminadas en 1197. El nombre árabe Bab ar-Ruwah, que significa "Puerta de los Vientos", probablemente deriva de los fuertes vientos del Atlántico que azotan la ciudad.
El arco de entrada a la puerta hoy es más pequeño de lo que era originalmente, porque ha sido parcialmente rellenado con piedras más pequeñas. Esta reducción data de la época del sultán alauí Sidi Muhammad ibn Abdallah (segunda mitad del siglo XVIII), quien realizó ajustes similares en la puerta de Bab Agnaou, en Marrakech.: 480 

## Arquitectura

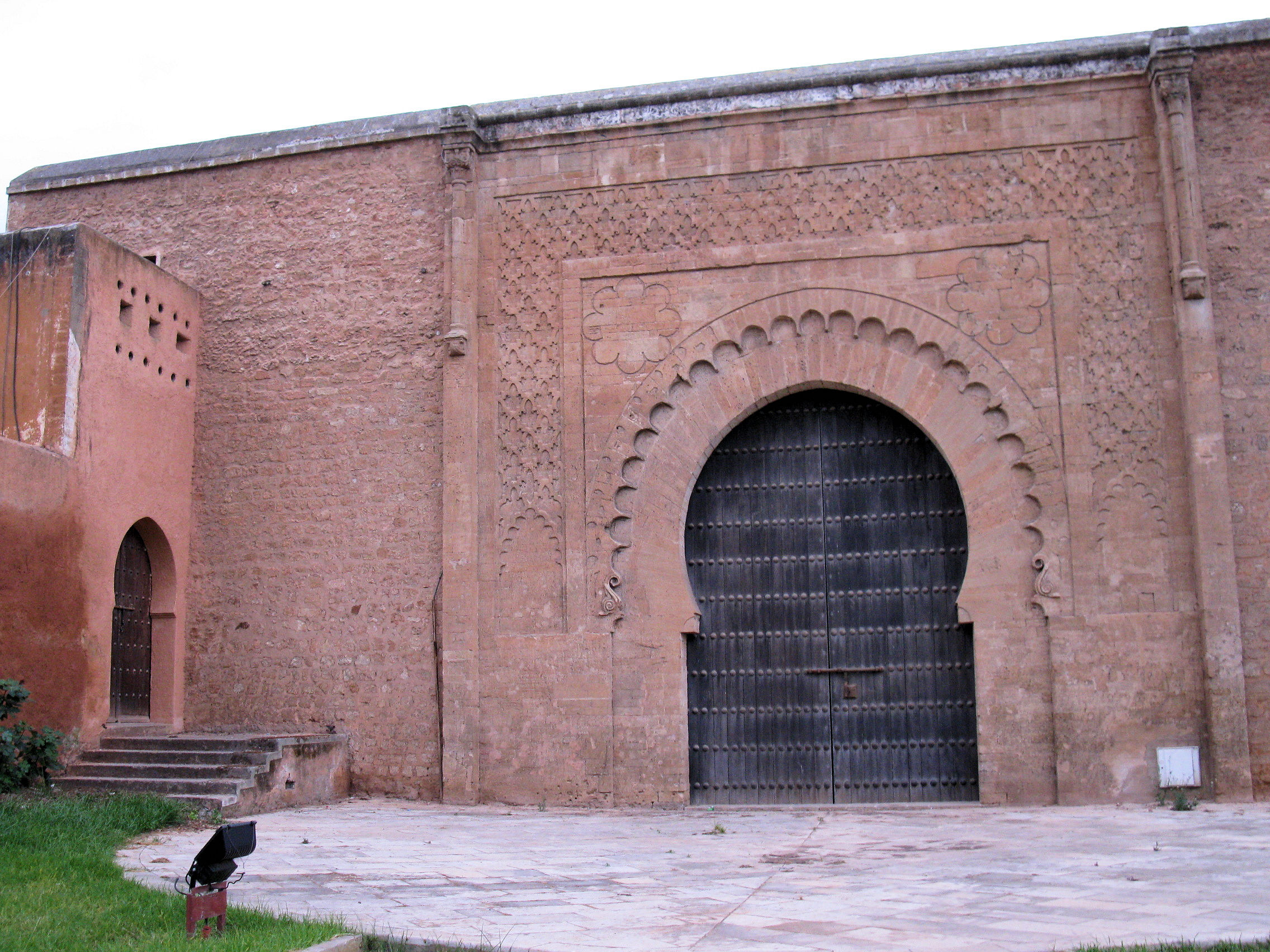
La fachada interior de la puerta.

La puerta destaca por su estructura defensiva, así como por su rica decoración tallada en piedra, comparable a la de otras puertas monumentales almohades como la Bab Oudaia (también en Rabat) y Bab Agnaou de Marrakech. La puerta fue construida en piedra rojiza, pero el constante soplo de los vientos marinos ha cambiado gran parte de su color a un gris más apagado. La entrada exterior de la puerta está flanqueada por dos torres bastión. 
La decoración de la fachada exterior de la puerta, incluye tres semicírculos concéntricos tallados con motivos polilobulados y radiantes, que a su vez se enmarcan en el interior de un alfiz rectangular. Los dos extremos del semicírculo más interior, en el nacimiento del arco, están tallados en formas serpentinas en forma de "S", que también se ven en la Bab Oudaia, pero muy raramente en otras puertas. Las enjutas intermedias de las esquinas de este alfiz están talladas con motivos vegetales arabescos en cuyo centro se encuentra una concha tallada. El marco del alfiz contiene una inscripción árabe en escritura cúfica que presenta un verso coránico, traducido como sigue: 

Para que de vosotros surja una comunidad que llame al bien, ordene lo reconocido e impida lo reprobable. Esos son los que cosecharán el éxito. Y no seáis como aquéllos que se dividieron y cayeron en discordia, cuando ya les habían llegado las pruebas claras. Esos tendrán un inmenso castigo.
Corán 3:104-5

La fachada interior de la puerta (que mira hacia la ciudad) está decorada de forma más sencilla, con un único semicírculo polilobulado tallado alrededor del arco de herradura, que está enmarcado por una amplia banda rellena con un patrón sebka.